# Петроний Пробин
Петроний Пробин (на латински: Petronius Probinus; floruit 341 – 346) е политик на Римската империя през 4 век.

## Биография
Произлиза от знатната фамилия Петронии. Той е внук на Помпей Проб (консул 310 г.) и син на Петроний Пробиан (консул 322 г.). Брат е на Фалтония Бетиция Проба, която е римска християнска поетеса.
През 341 г. Пробин e консул заедно с Антоний Марцелин. Той е praefectus urbi на Рим от 5 юли 345 до 26 декември 346 г.
Женен е за Клавдия/„Клодия“ и е баща на Секст Клавдий Петроний Проб (консул 371 г., женен за Аниция Фалтония Проба), чиято гробница се намира близо до гроба на Свети Петър.
Дядо е на Флавий Аниций Пробин и Флавий Аниций Хермогениан Олибрий, които са заедно консули през 395 г. и на Аниций Петроний Проб (консул 406 г.) и Аниция Проба.